# 梅宮あいこ
梅宮 あいこ（うめみや あいこ）は、日本の漫画家。

## 作品リスト

### 漫画作品
- PINKな私のないしょ話（『本当にあった笑える話』連載）
- 本当にあった笑える話 お水のオシゴト編
- 本当にあった笑える話 Blue夜の女のオシゴト告白（『本当にあった笑える話』連載）
- 風俗嬢のリアルな話
- お水のオシゴト特別編
- 隣人たちのエロスな日常

### 書籍
- 『本当にあった笑える話 お水のオシゴト編』ぶんか社〈ぶんか社コミックス〉、2006年8月31日発売、ISBN 4-8211-8335-8
- 『本当にあった笑える話 Blue夜の女のオシゴト告白』ぶんか社〈ぶんか社コミック文庫〉、2006年12月発売、ISBN 4-8211-8363-3
- 『PINKな私のないしょ話』ぶんか社〈ぶんか社コミックス〉、2008年12月9日発売、ISBN 978-4-8211-8718-8